# USS Greer (DD-145)
L'USS Greer (DD-145) est un destroyer de la classe Wickes en service dans la marine des États-Unis pendant la Seconde Guerre mondiale. Il fut l'unique navire nommé en l'honneur du contre-amiral James A. Greer (1833–1904).
Sa quille est posée le 24 février 1918 au chantier naval William Cramp and Sons de Philadelphie, en Pennsylvanie. Il est lancé le 1er août 1918, parrainé par Mme Evelina Porter Gleaves (fille du contre-amiral Albert Gleaves), et mis en service le 31 décembre 1918 sous le commandement du commander C. E. Smith.
Il fut surtout connu à la suite d'un événement communément nommé « l'incident de l'USS Greer », au cours duquel il devint le premier navire de la marine américaine à affronter un U-Boot allemand, trois mois avant que les États-Unis n'entrent officiellement dans la Seconde Guerre mondiale. L'incident conduisit le président Franklin D. Roosevelt à émettre publiquement l'ordre de « tirer à vue » le 11 septembre 1941, déclarant effectivement la guerre navale contre l'Allemagne et l'Italie lors de la bataille de l'Atlantique.

## Historique

### Entre-deux-guerres
La première mission du Greer l’amène aux Açores pour une mission d'escorte, où il rejoint le SS George Washington ramenant le président Woodrow Wilson aux États-Unis après la Conférence de paix de Versailles. Après des exercices dans les eaux côtières, le Greer est affecté dans la baie de Trepassey à Terre-Neuve, pour assister un essai de vol transatlantique par quatre hydravions de la marine, dont l'un, NC-4, acheva en toute sécurité cette mission historique. Après d'autres exercices d'entraînement et une croisière européenne, le Greer est affecté à la flotte du Pacifique, atteignant San Francisco le 18 novembre 1919.
Le service de six mois avec la flotte du Pacifique s'achève le 25 mars 1920 lorsqu'il rejoint la flotte asiatique. Après s'être arrêté au large de Shanghai pour protéger les vies et les biens américains lors des émeutes en mai, le Greer navigue vers Port Arthur et Dalian pour des missions de renseignement avant de rejoindre Cavite, aux Philippines, pour des exercices de flotte. Le destroyer revient à San Francisco le 29 septembre 1921 via Guam, Midway et Pearl Harbor. Le destroyer est mis hors service à San Diego le 22 juin 1922 puis placé en réserve.
Il reprend du service le 31 mars 1930 sous le commandement du commander J. W. Bunkley. Opérant avec la Battle Fleet, il participe à une variété d'exercices le long de la côte de l'Alaska jusqu'au Panama, avec un voyage occasionnel à Hawaï. Transféré à la Scouting Fleet le 1er février 1931, il navigue au large du Panama, d'Haïti et de Cuba avant d'être rattaché à la Rotating Reserve d'août 1933 à février 1934. Exercices d'entraînement, pratique de combat et garde d'avions remplissaient la routine quotidienne du Greer en temps de paix lors des 2 prochaines années. Il navigue ensuite pour la côte Est pour un service avec l'escadron d'entraînement le 3 juin 1936. Après avoir mené des croisières de Réserve navale tout au long de cet été, le Greer rejoint le chantier naval de Philadelphie le 28 septembre où il est de nouveau mis hors service le 13 janvier 1937.
Alors que la guerre déferle sur l'Europe, le Greer reprend du service le 4 octobre 1939 sous le commandant J. J. Mahoney, au cours duquel il rejoint la 61e division de destroyers en tant que navire amiral. Après avoir navigué sur la côte Est et les Caraïbes, il rejoint la patrouille de neutralité en février 1940. Détaché de ce devoir le 5 octobre, le destroyer patrouille dans les Caraïbes durant l'hiver. Il rejoint d'autres navires américains pour des opérations dans l'Atlantique Nord au début de 1941, au départ de Reykjavík, en Islande et de la Naval Station Argentia à Terre-Neuve. Les navires américains, en tant que non belligérants, ne pouvaient pas attaquer les sous-marins de l'Axe ; mais, alors que le haut commandement allemand accélérait le rythme de la guerre tout au long de l'été 1941, le Greer se retrouva impliquée dans un incident qui rapprochera l'entrée de l'Amérique dans la guerre.

### L'incident duGreer, septembre 1941
« L'incident du Greer » se produisit le 4 septembre 1941. À 8 h 40 ce matin-là, le Greer, transportant du courrier et des passagers vers Argentia, fut informé par un bombardier britannique qu'un sous-marin allemand (identifié plus tard comme l'U-652) avait plongé à environ 10 milles plus loin. Quarante minutes plus tard, l'ingénieur son du navire détecta le sous-marin, et celui-ci décida de le suivre. Pendant ce temps, l'avion, à court de carburant, largua quatre charges sous-marines à 10 h 32 et retourna à la base, alors que le Greer continua à traquer l'U-boot. Deux heures plus tard, le navire allemand commença une série de manœuvres radicales, les guetteurs du destroyer pouvant l'apercevoir à environ 100 mètres. Une bulle d'impulsion à 12 h 48 avertit le Greer qu'une torpille avait été tirée. En augmentant la vitesse du flanc, le gouvernail gauche dur, l'équipage regarda la torpille passer à 100 mètres en arrière, puis chargea pour l'attaque. Les hommes d'équipage tirèrent huit charges de profondeur, et moins de deux minutes plus tard une deuxième torpille passa à 300 mètres de la poupe.
Le Greer perdit ensuite le contact sonore pendant les manœuvres et commença à ratisser la zone à la recherche de l'U-boot. Au bout de 2 heures, il rétablit le contact sonore et lança 11 nouvelles charges sous-marines avant d'interrompre l'engagement. Le Greer avait maintenu le submersible allemand en contact solide pendant 3 heures et 28 minutes ; avait échappé à deux torpilles ; et avec 19 charges de profondeur lancées, devint le premier navire américain de la Seconde Guerre mondiale à attaquer les forces allemandes.
Lorsque la nouvelle de l'attaque non provoquée contre un navire américain en haute mer atteignit les médias américain, le sentiment anti-allemand s'éleva dans l'opinion publique. Déclarant que l'Allemagne avait été coupable d'un acte de piraterie, Roosevelt fit de l'incident du Greer le thème principal de l'une de ses fameuses « Fireside chats », dans lesquelles il rapprocha l'Amérique d'une implication pure et simple dans la guerre européenne. La période de la « guerre non déclarée » dans l'Atlantique débuta alors.
En réponse, l'Allemagne affirma « que l'attaque n'avait pas été initiée par le sous-marin allemand ; au contraire, ...le sous-marin avait été attaqué avec des charges de profondeur, poursuivi sans interruption dans la zone de blocus allemande, et assailli par des charges de profondeur jusqu'à minuit ». Le communiqué impliquait que le destroyer américain avait tiré en premier face à un sous-marin en position de neutralité. L'Allemagne accusa le président Roosevelt de « s'être efforcé avec tous les moyens à sa disposition de provoquer des incidents dans le but d'attirer le peuple américain dans la guerre». Le département de la marine des États-Unis répondit que les affirmations allemandes étaient inexactes et que « l'attaque initiale de l'engagement a été faite par le sous-marin sur le Greer».
Le sénateur David I. Walsh (démocrate - Massachusetts), président isolationniste du Comité sénatorial des affaires navales, programma une audition du comité pour déterrer les détails de l'incident, ce qui incita l'amiral Harold R. Stark, chef des opérations navales, à publier un rapport. Le récit de Stark, rendu public en octobre 1941, confirma que le Greer n'abandonna ses charges qu'après que le sous-marin eut tiré sa première torpille sur lui, mais révéla que celui-ci était parti à la recherche du sous-marin après que sa présence eut été notée par l'avion britannique. Ainsi, les États-Unis introduisirent l’escorte des convois (KE 460-461), notamment ceux du Canada qui faisait parvenir des marchandises à la Grande-Bretagne depuis juin 1940 déjà. Les isolationnistes protestèrent, mais l’opinion publique approuva le « tir à vue » par 62 % contre 28%.

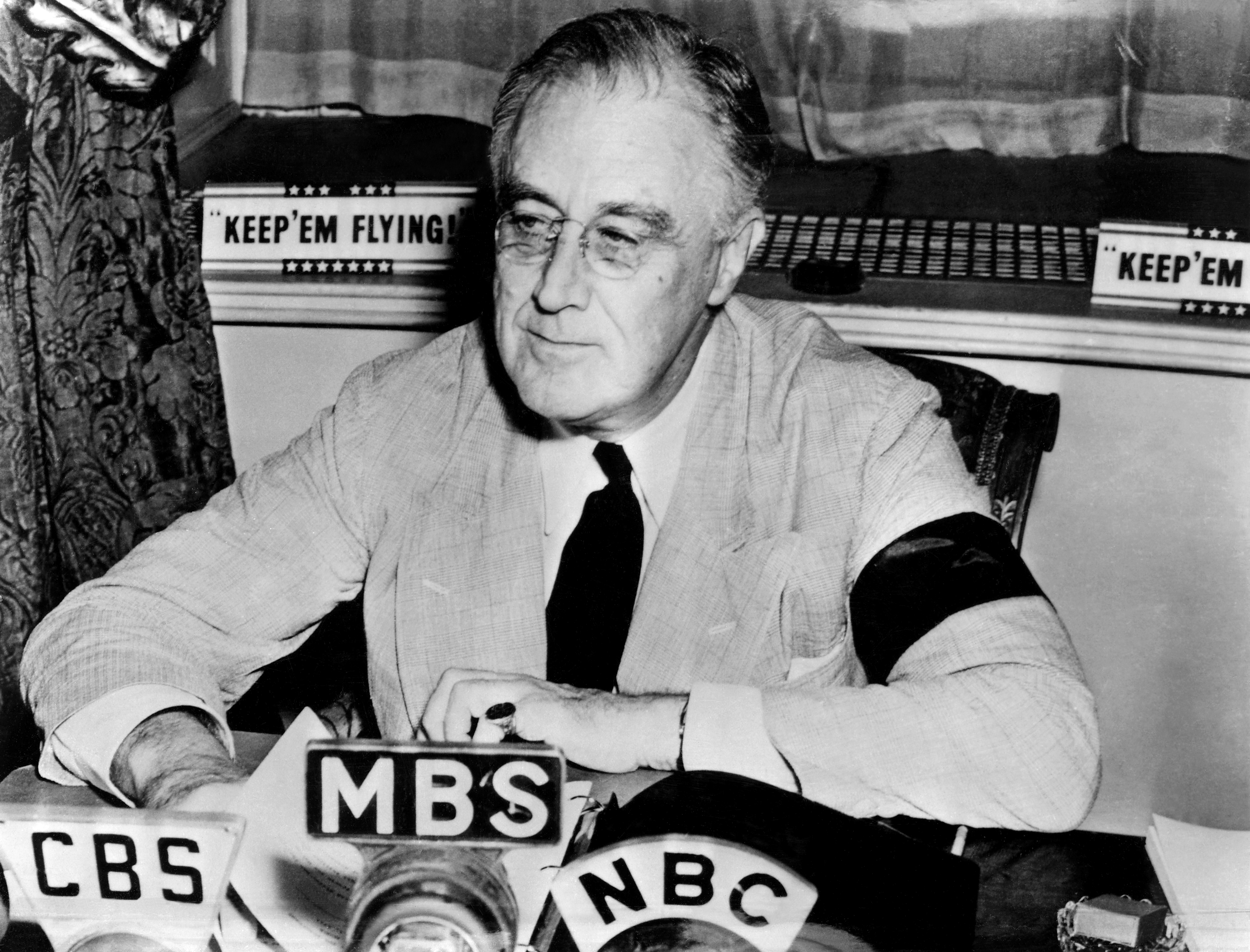
Franklin D. Roosevelt traitant du sujet devant les caméras le 11 septembre 1941.

Stark continua en rapportant que le résultat de la rencontre était indéterminé, bien que la plupart supposent d'après la réponse allemande que le sous-marin avait survécu. En fait, l'U-652 avait en effet fui et s'était rapidement dirigé vers l'ouest pour participer à l'attaque dévastatrice de la meute d'U-boot contre le convoi SC 42 au début de septembre.
L'historien Charles A. Beard écrira plus tard que le rapport de l'amiral Stark au Comité sénatorial « faisait que la déclaration du président ... semblait à certains égards insuffisante et, à d'autres, incorrecte ». Dans son résumé d'après-guerre du rapport Stark, Beard a souligné que (1) le Greer avait poursuivi le sous-marin et maintenu le contact avec le sous-marin pendant 3 heures et 28 minutes avant que le sous-marin ne tire sa première torpille ; (2) le Greer perdit ensuite le contact avec le sous-marin, fouilla la zone et après avoir rétabli le contact deux heures plus tard, attaqua immédiatement avec des charges sous-marines ; puis (3) chercha pendant trois heures de plus avant de se rendre à destination.
Le récit du rapport Stark sur la façon dont l'engagement du Greer commença amena le journaliste du New York Times (lauréat du prix Pulitzer) Arthur Krock à y répondre (et aux sous-engagements ennemis avec les navires Kearny et Reuben James) en parlant de « qui a attaqué » qui,. Krock définit le terme « d'attaque » comme « un début, une initiation agressive du combat, un mouvement qui est l'antithèse de la défense. » « Dans cette définition », dit-il, « nos trois destroyers ont bel et bien attaqué les sous-marins allemands. »
Un livre de 2005 conclut que « les actions très agressives du sénateur Walsh dans l'affaire de l'USS Greer ont empêché la guerre d'éclater dans l'Atlantique».
L'épisode ne s'est pas transformé en guerre parce que Hitler et Roosevelt étaient très prudents. Hitler concentra ses ressources contre la lutte de l'Union soviétique, tandis que Roosevelt construisait une large base de soutien pour les patrouilles agressives de l'Atlantique Nord.

### Seconde Guerre mondiale, 1941 à 1945
Le Greer est resté dans l'Atlantique Nord jusqu'en 1941, dirigeant les convois à destination et en provenance du MOMP, le point de rencontre au milieu de l'océan où les navires américains prirent le relais des fonctions d'escorte de la Royal Navy en difficulté. Après une révision à Boston, le destroyer retourne vers le sud le 3 mars 1942 pour patrouiller dans les Caraïbes. En plus des fonctions d'escorte régulières, le Greer effectue de nombreuses autres tâches, y compris le sauvetage de 39 victimes de sous-marins allemands coulés tout au long de la campagne des Caraïbes. En mai, il monte la garde au large de Pointe-à-Pitre, en Guadeloupe, essayant d'empêcher le gouvernement français vichyste de faire prendre la mer au croiseur Jeanne d'Arc.
Naviguant à la base navale de Guantanamo le 23 janvier 1943, le Greer rejoint Boston avant de reprendre du service pour les convois de l'Atlantique. Au départ de la Nouvelle-Écosse le 1er mars 1943, il escorte des navires marchands pour l'Irlande du Nord. Pendant les fortes escarmouches de l'Atlantique Nord, le convoi SC 121 perd sept navires lors de trois attaques distinctes de sous-marins avant d'atteindre le port de Londonderry le 13 mars. Le destroyer escorte ensuite 40 navires marchands sur le voyage de retour sans incident, et rejoint Hampton Roads le 15 avril en compagnie du pétrolier Chicopee.
Après des exercices à baie de Casco, le Greer appareille de New York le 11 mai avec un convoi de 83 navires. Arrivé à Casablanca, au Maroc, le 1er juin, le destroyer patrouille au large du port nord-africain puis retraverse l'Atlantique pour arriver à New York le 27 juin. Après une autre mission pour l'Irlande du Nord, il retourne à New York le 11 août.
Après avoir mouillé à Norfolk, il navigue pour les Antilles britanniques le 26 août pour servir brièvement de garde d'avion au porte-avions USS Santee. Le destroyer rencontre un convoi dans les Caraïbes vers l'Afrique du Nord. Détourné à New York, il y accoste le 14 septembre. Les exercices d'entraînement de routine tournent à la tragédie le 15 octobre lorsque le Greer entre accidentellement en collision avec l'USS Moonstone au large de l'embouchure d'Indian River, dans la baie de la Delaware, à 35 miles (56 km) au sud-est de Cape May (New Jersey). Le Moonstone coule en moins de 4 minutes, le Greer parvenant à sauver la totalité de l'équipage excepté un homme.
Après les réparations, le destroyer escorte le croiseur de la France libre Gloire de New York à Norfolk. Le Greer navigue le 26 décembre en compagnie d'un autre convoi à destination de Casablanca et, après une traversée sans incident, retourne à Boston le 9 février 1944. Ce fut la dernière traversée transatlantique pour l'ancien destroyer à quatre cheminées, car celui-ci (et ses navires-jumeaux) furent remplacés par des navires d'escortes plus récents et plus rapides.

### Convois escortés
| Convoi | Groupe d'escorte | Dates                | Remarques                                                                |
| ------ | ---------------- | -------------------- | ------------------------------------------------------------------------ |
| ON 24  |                  | 13-15 octobre 1941   | de l'Islande à Terre-Neuve avant la déclaration de guerre des États-Unis |
| SC 48  |                  | 16-17 octobre 1941   | renforcement des troupes avant la déclaration de guerre des États-Unis   |
| ON 37  |                  | 22-30 novembre 1941  | de l'Islande à Terre-Neuve avant la déclaration de guerre des États-Unis |
| HX 165 |                  | 17-24 décembre 1941  | de Terre-Neuve à l'Islande                                               |
| ON 51  |                  | 2-11 janvier 1942    | de l'Islande à Terre-Neuve                                               |
| HX 170 |                  | 16-17 janvier 1942   | de Terre-Neuve à l'Islande                                               |
| SC 121 | MOEF groupe A3   | 3-12 mars 1943       | de Terre-Neuve à l'Irlande du Nord                                       |
| ON 175 | MOEF groupe A3   | 25 mars-8 avril 1943 | de l'Irlande du Nord à Terre-Neuve                                       |

### Service auxiliaire
Le destroyer vétéran passe le reste de sa longue carrière à effectuer une variété de tâches nécessaires dans les eaux américaines. Après une tournée de formation sous-marine à New London, le Greer devient garde-avion pour plusieurs nouveaux porte-avions au cours de l'été 1944. Opérant à partir de divers ports de la Nouvelle-Angleterre, il sert avec les porte-avions USS Ranger, USS Tripoli, USS Mission Bay et USS Wake Island. Naviguant à Key West en février 1945, le Greer continue son service de garde d'avion jusqu'au 11 juin, date à laquelle il rejoint le chantier naval de Philadelphie.
Il est retiré du service le 19 juillet 1945, son nom rayé du Naval Vessel Register le 13 août et sa coque vendue à la Boston Metal Salvage Company de Baltimore (Maryland) le 30 novembre 1945.

## Décorations
Le Greer a reçu une battle star pour son service pendant la Seconde Guerre mondiale.